# Vurderingsstyrelsen
Vurderingsstyrelsen er en dansk styrelse, der er en del af Skatteforvaltningen under Skatteministeriet. Vurderingsstyrelsens kerneopgave er at sikre retvisende, ensartede og gennemskuelige ejendomsvurderinger, der udgør grundlaget for den løbende ejendomsbeskatning.
Vurderingsstyrelsens motto er angiveligt "Vi sikrer tillid til vurderingen og tryghed om beskatning af ejendomme".
I løbet af 2023 har Vurderingsstyrelsen været under massiv kritik for manglende gennemsigtighed i 1,9 millioner foreløbige ejendomsvurderinger, hvor flere boligejere har udtrykt mistillid til vurderingerne og utryghed om beskatningen af deres ejendom. Siden vurderingssystemet blev lanceret, har Vurderingsstyrelsen manuelt måttet korrigere over 90.000 af ejendomsvurderingerne. 
Direktøren for Vurderingsstyrelsen er Anne-Sofie Jensen.

Vurderingsportalen - Information om den offentlige ejendomsvurdering. 